# 环戊烷
环戊烷（分子式：C5H10）是五个碳的环烷烃。室温下为无色澄清高度易燃的液体，有类似汽油的气味。难溶于水，溶于苯、醇、醚、四氯化碳等多数有机溶剂中。熔点-94°C，沸点49°C。
环戊烷由德国化学家约翰内斯·维斯利克纳斯于1893年首次合成。

## 构象
环戊烷分子为一微微折叠的环，有信封型（envelope）和半椅型（half-chair）两种折叠的环系，它们可以不断互相转化。信封型构象中，四个碳原子位于一个平面上，另外一个碳原子距离平面约50pm。半椅型构象中，三个碳位于同一平面，另外两个碳分别位于平面上下。见环烷烃构象。

## 用途
用作溶剂、制取聚氨酯泡沫时的发泡剂（替代氟利昂） 及色谱分析标准物质等。由於不含氯和氟，近年用於冷凍劑以取代含氯氟的冷凍劑。